# بيفل فييرا
بيفل فييرا هو لاعب كرة قدم غيني بيساوي في مركز الوسط، ولد في 15 فبراير 1992 في غينيا بيساو. شارك مع منتخب غينيا بيساو لكرة القدم. أما مع النوادي، فقد لعب مع نادي أولهانينسي.

## وصلات خارجية
- بيفل فييرا على موقع قاعدة بيانات كرة القدم.إي يو (الإنجليزية)
- بيفل فييرا على موقع ناشيونال فوتبول تيمز (الإنجليزية)